# Borðoy

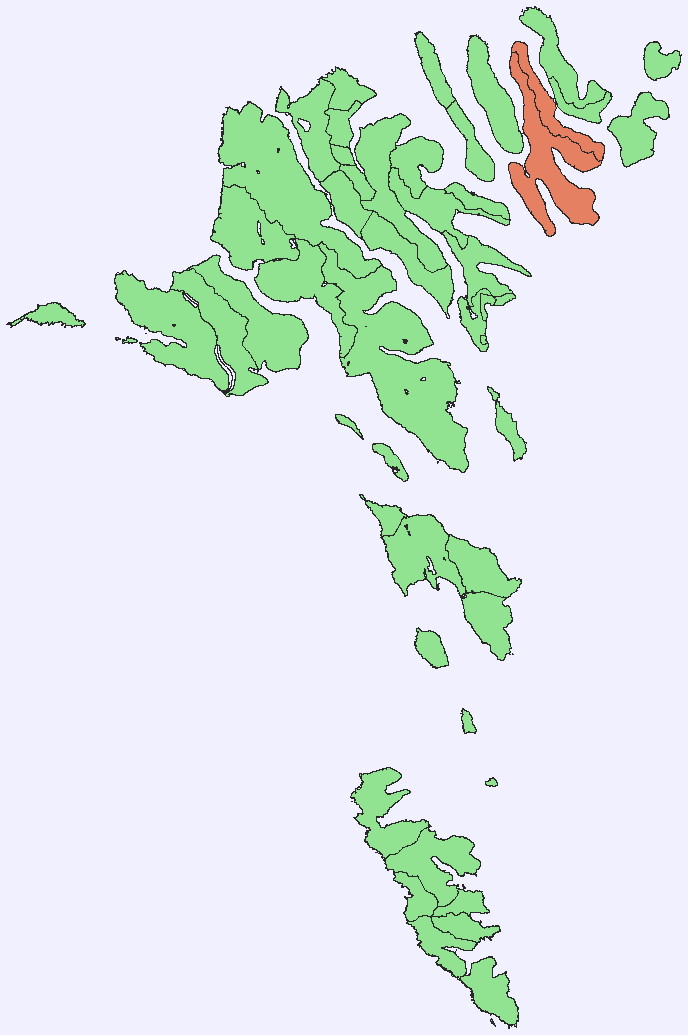
Vị trí đảo Borðoy trên bản đồ Quần đảo Faroe.

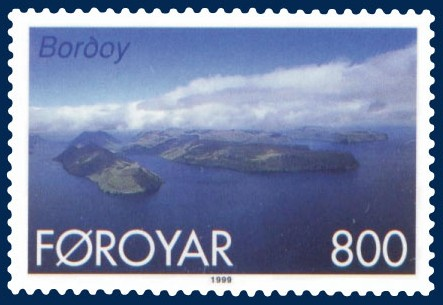
Tem thư FR 353 của Bưu điện Quần đảo Faroe
phát hành: 25.5.1999
Hình: Per á Hædd

Borðoy là 1 đảo của Quần đảo Faroe, nằm ở phía đông bắc, với diện tích là 96 km² và 5.002 cư dân (năm 2007). Có 8 thành phố và thôn làng là Klaksvík, Norðoyri, Ánir, Árnafjørður, Strond, Norðtoftir, Depil và Norðdepil, trong đó Klaksvík là thành phố đông dân thứ nhì của cả Quần đảo (sau Tórshavn). Trước kia cũng có 3 thôn Skálatoftir, Múli và Fossá ở phía bắc đảo, nhưng nay đã bỏ hoang. Xưa kia, Múli là thôn xa xôi hẻo lánh nhất của cả Quần đảo - cho tới năm 1989 không có đường giao thông tới đây, người ta phải vận chuyển hàng hóa bằng tàu thủy hoặc trực thăng. Người dân cuối cùng dời khỏi đây trong năm 1994. Một nhà bảo tàng ở Klaksvík đã mua khu thôn Fossá cũ năm 1969 với mục đích biến nơi đây thành 1 thôn kiểu mẫu của Quần đảo trong thời trung cổ, nhưng đến nay vẫn chưa thực hiện.
Ở phía nam có 2 vịnh hẹp khoét sâu vào đảo là Borðoyarvík (thành phố Klaksvík nằm bên vịnh hẹp này) và Árnafjørdður.
Có 2 đường hầm từ năm 1965 và 1967 nối Klaksvík với Árnafjørður và Hvannasund. Cũng có 2 đường đê đập nối đảo này với đảo Viðoy ở đông bắc và đảo Kunoy ở tây bắc. Ngày 29.4.2006 đã khai trương 1 đường hầm dưới biển dài 6,2 km nối đảo Borðoy với đảo Eysturoy.

## Các núi
| Tên          | Độ cao |
| ------------ | ------ |
| Lokki        | 755m   |
| Háfjall      | 647m   |
| Borðoyarnes  | 392m   |
| Depilsknúkur | 680m   |
| Hálgafelli   | 503m   |